# Коркать
Ко́ркать (бел. Коркаць) — деревня в составе Семукачского сельсовета Могилёвского района Могилёвской области Республики Беларусь.

## Население
- 1999 год — 56 человек
- 2010 год — 32 человека